# Circle of Love (Sister Sledge)
Circle of Love è il primo album in studio del gruppo vocale statunitense Sister Sledge, pubblicato nel 1975.

## Tracce
1. Circle of Love (Caught in the Middle) – 3:30
2. Cross My Heart – 3:22
3. Protect Our Love – 4:10
4. Give in to Love – 4:55
5. Love Don't You Go Through No Changes On Me – 3:24
6. Don't You Miss Him Now – 3:15
7. Pain Reliever – 3:30
8. You're Much Better Off Loving Me – 3:17
9. Fireman – 3:40

## Formazione
- Debbie Sledge
- Joni Sledge
- Kathy Sledge
- Kim Sledge